# Bulbophyllum surigaense
Bulbophyllum surigaense är en orkidéart som beskrevs av Oakes Ames och Eduardo Quisumbing y Argüelles. Bulbophyllum surigaense ingår i släktet Bulbophyllum och familjen orkidéer. Inga underarter finns listade i Catalogue of Life.